# Alex R. Gibbs
Alex R. Gibbs (1967) è un astronomo statunitense.
Alex R. Gibbs è un tecnico di osservatorio che fa parte del team del Catalina Sky Survey: in qualità di astrofilo ha effettuato numerose scoperte astronomiche.
Gli è stato dedicato un asteroide, 14220 Alexgibbs .

## Scoperte
Oltre a numerosi asteroidi, come ad esempio 2007 HB15, 2010 MW1 o 221628 Hyatt (dedicato a suo padre, Hyatt M. Gibbs), Gibbs ha scoperto o coscoperto al 26 gennaio 2024 trentadue comete tra comete periodiche e comete non periodiche.
In ordine di scoperta:
| Cometa                | nome alternativo | Data di scoperta  | Fonti  |
| --------------------- | ---------------- | ----------------- | ------ |
| P/2006 U7 Gibbs       | Gibbs 1          | 19 ottobre 2006   | [ 5 ]  |
| 390P/Gibbs            | Gibbs 2          | 16 novembre 2006  | [ 6 ]  |
| 263P/Gibbs            | Gibbs 3          | 26 dicembre 2006  | [ 7 ]  |
| P/2007 K2 Gibbs       | Gibbs 4          | 21 maggio 2007    | [ 8 ]  |
| C/2007 K4 Gibbs       | -                | 23 maggio 2007    | [ 9 ]  |
| 406P/Gibbs            | Gibbs 5          | 10 settembre 2007 | [ 10 ] |
| 341P/Gibbs            | Gibbs 6          | 14 settembre 2007 | [ 11 ] |
| 388P/Gibbs            | Gibbs 7          | 12 ottobre 2007   | [ 12 ] |
| C/2007 T5 Gibbs       | -                | 13 ottobre 2007   | [ 12 ] |
| C/2008 G1 Gibbs       | -                | 7 aprile 2008     | [ 13 ] |
| 335P/Gibbs            | Gibbs 8          | 1 dicembre 2008   | [ 14 ] |
| 339P/Gibbs            | Gibbs 9          | 24 aprile 2009    | [ 15 ] |
| C/2009 K4 Gibbs       | -                | 27 maggio 2009    | [ 16 ] |
| 229P/Gibbs            | Gibbs 10         | 20 settembre 2009 | [ 17 ] |
| C/2010 M1 Gibbs       | -                | 22 giugno 2010    | [ 18 ] |
| 248P/Gibbs            | Gibbs 11         | 27 novembre 2010  | [ 19 ] |
| C/2011 A3 Gibbs       | -                | 15 gennaio 2011   | [ 20 ] |
| P/2011 C2 Gibbs       | Gibbs 12         | 12 febbraio 2011  | [ 21 ] |
| C/2011 C3 Gibbs       | -                | 12 febbraio 2011  | [ 22 ] |
| P/2011 S1 Gibbs       | Gibbs 13         | 18 settembre 2011 | [ 23 ] |
| C/2012 F1 Gibbs       | -                | 16 marzo 2012     | [ 24 ] |
| 331P/Gibbs            | Gibbs 14         | 22 marzo 2012     | [ 25 ] |
| P/2012 K3 Gibbs       | Gibbs 15         | 21 maggio 2012    | [ 26 ] |
| C/2014 R4 Gibbs       | -                | 20 agosto 2014    | [ 27 ] |
| 313P/Gibbs            | Gibbs 16         | 24 settembre 2014 | [ 28 ] |
| 428P/Gibbs            | Gibbs 17         | 30 novembre 2014  | [ 29 ] |
| P/2015 C1 TOTAS-Gibbs | TOTAS-Gibbs 1    | 23 gennaio 2015   | [ 30 ] |
| C/2015 W1 Gibbs       | -                | 18 novembre 2015  | [ 31 ] |
| P/2016 R4 Gibbs       | Gibbs 18         | 18 luglio 2016    | [ 32 ] |
| P/2017 W3 Gibbs       | Gibbs 19         | 27 novembre 2017  | [ 33 ] |
| P/2018 A6 Gibbs       | Gibbs 20         | 15 gennaio 2018   | [ 34 ] |
| P/2023 Y1 Gibbs       | Gibbs 21         | 17 dicembre 2023  | [ 35 ] |
| P/2023 Y2 Gibbs       | Gibbs 22         | 17 dicembre 2023  | [ 36 ] |